# Туркменистан
Туркмениста́н (на туркменски: Türkmenistan) е държава в Централна Азия. Граничи с Афганистан и Иран на юг, Казахстан на север, Узбекистан на североизток, а на запад с Каспийско море. Столицата на Туркменистан е Ашхабад. 
Общата площ на страната е 491 120 км2 (което я прави  52-рата страна по територия в света). От тях 467 055 км2 са суша и 24 065 км2 - вода.  
Туркменистан е държава с богата история, включваща много велики владетели и завоеватели. Държавата става независима през 1991 г. и е първата неутрална държава в света, призната за такава от ООН - през 1995 г. 
Населението на Туркменистан е 5,17 милиона души - повечето са мюсюлмани (предимно сунити) – 89%. Официалният език е туркменският.

## География
Почти 80% от територията на страната е покрита от пустинята Каракум. В централната й част е разположена депресията Туран. В крайната южна част на Туркменистан е планинската верига Копетдаг (най-висока точка – връх Ризе, 2942 м). Нейното североизточно разширение са ниски реликтни планини Малък Балхан (до 777 м) и Голям Балхан (връх Арлан 1881 м). На север от Копетдаг се простира предпланински равнина, минаваща на запад в по-голямата Каспийска низина. Близо до брега на Каспийско море се намира малкото Красноводско плато (до 308 м). На северозапад в пределите на Туркменистан влизат южните покрайнини на платото Устюрт с височина до 400 – 460 м.
Климатът на Туркменистан е сух, субтропически с малко валежи през годината. Зимите са кратки и сухи с най-много валежи от януари до май. Най-много валежи падат в планинската верига Копетдаг. През страната преминават реките Амударя, Мургаб и Теджен. Туркменският бряг около Каспийско море е дълъг 1768 км. Каспийско море е безотточно езеро и няма достъп до Световния океан.
В Туркменистан има и редица резервати. Те са територии включени в научноизследователски управления, създадени, за да се запазят непокътнати характерните и редки природни комплекси, както и да се даде възможност за изучаването на природните процеси и събития. Най-големите резервати са: Репетек, Копетдаг и Амударя. Флората на Туркменистан е богата на ендемити, а многообразието и е видно от и това, че само в Копетдаг има около 2000 вида висши растения, а в пустините и низини – не по-малко от 1000. Генетично цялата флора на страната има тесни връзки със Средиземноморието и Близкия изток. Животните, разпространени в Туркменистан са добре приспособени към живот в пустинята, някои могат да изкарат без вода дълго време и се характеризират със способността да тичат бързо на дълги разстояния. Много от тях са нощни животни. В страната има 91 вида бозайници, 372 вида птици, 74 вида влечуги и приблизително 60 вида риби.
Три обекта, разположени на територията на Туркменистан са включени в списъка с обекти на световното културно наследство на ЮНЕСКО: Ниса, Древният Мерв и Кьонеургенч. Изключително внимание заслужават и:
- Дехистан
- Кап-Кутан
- Бахарденската пещера
- Мавзолеят Санджара
- Бадхизският резерват
- Сюнт-Хасардагският резерват
- Кугитангският резерват
- Репетекският резерват
- Резерват Амударья
- Хазарският резерват
- Мавзолеят Ил-Арслан
- Мавзолеят Хорезмшах Текеш
- Мавзолеят Наджиметдин Кубри
- Крепостта Надир Шах
- Мавзолеят Тюрабек-ханъм
- Мавзолеят Мане Баба
- Подземното езеро Ков-ата
- Газовият кратер Дарваза
- Джамията Ертугрул Гази
- Джамията Туркменбаши Рухи
- Джамията Сапармурат-хаджи
- Джамията Гурбангули-хаджи
- Марийската окръжна библиотека
- Музеят на килимите
- Главният музей на Туркменистан
- Държавният цирк на Туркменистан
- Културно-развлекателният център „Алем“
- Националният културен център на Туркменистан
- Паметникът на Неутралитета
- Паметникът на Конституцията
- Паметникът на Независимостта
- Кукленият театър
- Руският драматичен театър
- Главният драматичен театър

## История

### Древност
През II хилядолетие пр.н.е. на територията на съвременен Туркменистан съществувала Маргианската цивилизация. През VI – IV век пр.н.е. районът бил под властта на персийските царе от династията на Ахеменидите, а след това - на Александър Велики. От III век пр.н.е. е част от Партската империя (столица – Ниса), а по-късно е в състава на Сасанидската империя.

### Средновековие
През V – VIII век. територията се завоюва последователно от ефталитите, турците и арабите. В периода (776 – 783 г.) населението участва в антиарабско въстание под ръководството на Хурамит Хашим ибн Хаким (Мукана). През IX – X век е в състава на държавите на Тахиридите и Саманидите. През XI век територията на Туркменистан е завладяна от огузки племена, които се смесват с местните ирански племена, създавайки туркменския етнос. Туркмените са един от най-старите тюркски народи. През XI – XIII век се създава първата туркменска държава на Селджуките със столица Мерв.
Към началото на XIII век територията на Туркменистан е в състава на държавата Хорезъм. В първата четвърт на XIII век тя е покорена от монголите и по-късно става част от Илханското ханство, а след това е в състава на държавата на Тимуридите. През XVI – XVII век е част от ханствата на Хива и Бухара.

### Под руска и съветска власт
През 1869 – 1885 г. територията на съвременен Туркменистан е присъединена към Руската империя (Закаспийска област, по-късно включена в Туркестанския край). През ноември – декември 1917 година се установява съветска власт. На 7 август 1921 г. основната част от територията на Туркменистан става част от Туркестанската автономна съветска социалистическа република. На 27 октомври 1924 г. е образувана Туркменската съветска социалистическа република. На 6 октомври 1948 г. в Ашхабад се случва много силно земетресение, което отнема живота на между 60 и 100 хиляди души.

### Независим Туркменистан
През октомври 1990 г. Върховният съвет на Туркменската ССР създава длъжността Президент на Републиката. Първият президент на страната е Сапармурат Ниязов. На 26 октомври 1991 г. се провежда референдум за независимостта на Туркменистан. На въпроса: „Съгласни ли сте нормативно да бъде създаден Туркменистан като независима демократична държава“ положителен отговор са дали 93% от гражданите на Туркменската ССР. На следващия ден Върховният съвет на Републиката приема Декларацията за независимост и одобрява новото име на страната – Туркменистан. Сапармурат Ниязов остава на власт и впоследствие му е присъдено положението на доживотен президент на Туркменистан (умира на 21 декември 2006 г.) и е обявен за Туркменбаши (Глава на всички туркмени). Следващият президент на Туркменистан е Гурбангули Бердимухамедов. Той е избран и встъпва в длъжност на 14 февруари 2007 г.  Оттегля се през 2022 г. и оттогава до настоящето (2025 г.) постът се заема от неговия син Сердар Бердимухамедов.

## Административно деление
Страната е разделена на 6 административно-териториални единици, 5 от които са вилаети, а шестата е град Ашхабад (столица на Туркменистан) с права на вилает.
Вилаети в Туркменистан са:
- Град Ашхабад
- Ахалски вилает. Административен център – Аннау.
- Балкански вилает. Административен център – Балканабат (Небит-Даг).
- Дашховузски (Дашогузски) вилает. Административен център – Дашогуз (Ташауз).
- Лебапски вилает. Административен център – Туркменабат (Чарджоу).
- Марийски вилает. Административен център – Мари.

От своя страна вилаетите се поделят на етрапи (райони) и градове със самоуправление.

## Население

### Брой
До 2000 г. населението на Туркменистан е нараствало с много бързи темпове. Според преброяванията на населението: от 1959 г. - 1,516 млн. души, от 1979 г. – 2,759 млн. души, от 1989 г. – 3,534 млн. души, от 1995 г. – 4,481 млн. души. Според ООН, към 1 юли 1995 г., в страната са живеели 4 188 000 души, а в средата на 2012 г., около 5.17 млн. души. От края на 2006 г. до 2015 г. няма официално публикувани данни за населението на страната. Косвено за действителния брой на нейните жители може да се съди по резултатите от президентските избори и участвалите в тях: според официални данни на 12 февруари 2012 г., 2 987 324 избиратели са регистрирани в страната. В изборите за Меджлиса през декември 2013 г., са участвали 3,063 млн. гласоподаватели. Според оценките на населението по възрастова структура, делът на жителите, които не са достигнали 18-годишна възраст и не са били включени в избирателните списъци е около 33% от населението – това означава, че общият брой на хората в страната ще бъде приблизително в размер на около 4,5 млн. души. Щатското бюро за преброяване оценява населението на Туркменистан в размер на 5 113 000 милиона души към средата на 2013 г., като населението на възраст над 18 години е в размер на 3 448 000 души, което е 12,6% повече от официално публикуваните данни за броя на избирателите.
Коефициентът на общата раждаемост през 2011 г. е бил 2,14. Според данните, базирани на най-новите оценки на Отдела по населението на ООН от 2016 г., населението на Туркменистан е 5,438 670.

### Език
Официалният език на Туркменистан е туркменският език, който принадлежи към огузската група на тюркските езици. Той също така има някои особености на къпчакската езикова група. Географски е разпространен в Туркменистан, Иран, Афганистан, Турция, Ирак, Каракалпакстан, Таджикистан, Казахстан, Узбекистан, в района на Ставропол и в Астраханския регион на Русия. В Туркменистан, освен туркменски, са разпространени и руски, английски и узбекски езици.

### Религия
По-голямата част от населението изповядва ислям (предимно в сунитския му вариант) - 89%. Християните (в болшинството си - православни) съставляват около 9%от населението, а останалите 2% изповядват други религии. 
Според официални данни от 2010 г. в страната има 398 джамии. В Туркменистан има също редица протестантски църкви – около 1100 души петдесетници, баптисти, лутерани, адвентисти и др. От март 2010 г. в страната е отворен център на Римокатолическата църква.
Всички вероизповедания са разрешени под строгия контрол на държавата – през 1994 г., за да ги контролира е създаден Генгеш (Съвет) по религиозните въпроси, в който са включени мюфтията, заместник-мюфтията, православният наместник, както и държавен служител. Членовете на Съвета по религиозните въпроси, въпреки светския характер на държавата, получават заплати от бюджета, както и членовете на провинциалните съвети по вероизповеданията (начело с техния местен главен имам). Държавата не ограничава възможността за Хадж – през 2015 г., съгласно Указ на Президента, разрешение за поклонение в Мека са получи 188 души.
Проучването на международната благотворителна християнската организация „Отворени врати“ за 2015 г. поставя Туркменистан на 20-о място в списъка на страните, в които правата на християните се ограничават най-много.

## Държавно устройство

### Органи
Независимостта на Туркменистан е обявена на 27 октомври 1991 г. Страната е член на ООН от 2 март 1992 г. и е неутрална държава. В съответствие с Конституцията от 1992 г. Туркменистан е демократична, правна и светска държава, в която върховенството на държавата е под формата на президентска република. Държавният глава е Президентът, който може да бъде преизбиран многократно.
Законодателният орган на страната е Меджлисът (парламент, състоящ се от 125 членове). Депутатите се избират за 5 години в едномандатни райони. В компетенциите на Меджлиса влизат: приемането на закони, приемане и изменение на Конституцията. До 2013 г. в Меджлиса е представена само една законна политическа партия в страната – Демократическата партия на Туркменистан (партия от комунистически тип). На 10 януари 2013 г. туркменистанският парламент приема нов закон „За политическите партии“. Законът определя правното основание за създаването на политически партии, правата и задълженията им, гаранциите за тяхната дейност. Този закон урежда също и отношенията на политическите партии с правителствените учреждения и други организации. На 21 август 2012 г. е създадена втората партия – Партията на индустриалците и предприемачите. До този момент в страната е функционирала еднопартийна система. През декември 2013 г., след парламентарните избори, в парламента влизат 2 политически партии, а също така и организации и независими депутати. Всички депутати изцяло подкрепят правителството, начело с президента. През 2014 г. се появява трета политическа партия – Аграрната партия на Туркменистан.
По-рано в Конституцията е бил записан и още един законодателен орган – назначаван и избиран - Народният съвет (Народен съвет, над-парламент, 2507 членове), състоящ се от заместниците на председателя на Меджлиса, избирани за 5 години, от народните представители (народните съветници), представители на съдебната власт, министри, ръководители на регионални администрации (провинции и региони), представители на обществени организации, както и на старейшините. Народният съвет е обсъждал проблемите на националната политика (промени в конституцията, провеждането на избори и референдуми, одобряване на програми за развитие на страната, и др.). Сесиите му са се провеждали най-малко веднъж годишно. До 2007 г. негов пожизнен председател е  Сапармурат Ниязов. През 2007 г. за Председател на Съвета е избран Гурбангули Бердимухамедов. По-късно, в съответствие с измененията в Конституцията, Народният съвет прекратява съществуването си, като неговите правомощия са прехвърлени на Меджлиса и Президента.

### Държавни символи
Символите на Туркменистан като суверенна държава са: знамето, гербът с изображение на ахалтекински кон и националният химн, които са установени и защитени със специален закон.
Настоящето национално знаме на Туркменистан е утвърдено на 19 февруари 1992 г. На 26 декември 1994 г. тогавашният президент на Туркменистан Сапармурат Ниязов подписва указ „За празника на знамето на Туркменистан“. Знамето е зелено, с отвесна червена ивица и пет орнамента в основата му. Под тази ивица има маслинови клонки. В непосредствена близост до ивицата под горния ръб на знамето – бял полумесец и пет бели звезди. Петте орнамента в ивицата, заимствани от туркменските килими, представляват петте области на страната. Маслиновите клонки символизират провъзгласения през 1995 г. неутралитет на Туркменистан.

Националният химн на Туркменистан се нарича „Химн на независим и неутрален Туркменистан“ (туркм. „Garaşsyz, bitarap, Türkmenistanyň döwlet gimni“). Мелодията на химна е написана от туркменския композитор Вели Мухатов през 1997 г. От обявяването на независимостта на страната до 1997 г. се е изпълнявал химнът на Туркменската ССР, но във версия без думи.
Държавният герб на Туркменистан е осмолъчна звезда в зелено, с жълто-златист ръб, в която са изписани два кръга в сини и червени цветове. Кръговете са разделени от жълто-златни ивици с еднаква ширина. На зеления фон на осмоъгълната звезда около червен кръг са изобразени основните елементи на националното богатство и символите на държавата: памук и пшеница. В посока на часовниковата стрелка в червен кръг са изобразени петте основни символа на различните туркменски килими: Теке, Салир, Ерсар, Човдур и Йомут, които символизират приятелството и солидарността на туркменския народ. В синия кръг е изобразен Янардаг – конят на първия президент на Туркменистан Сапармурат Туркменбаши, който е класически представител на знаменитата Ахалтекинска порода.

## Външна политика на Туркменистан
Към февруари 2015 г. Туркменистан е установил дипломатически отношения със 140 държави по света. Туркменистан има открити 29 дипломатически мисии и консулства. В Туркменистан работят над 30 дипломатически мисии на чужди държави, както и представителствата на 15 международни организации. Неговите основни държави-партньори са Беларус, Иран, Казахстан, Русия, Индия, Турция и Китай. Туркменистан участва в много световни и регионални международни организации: ООН, ОССЕ, Движението на необвързаните, Организацията за икономическо сътрудничество (ECO), Организацията Ислямската конференция, Световната здравна организация (СЗО), Международната организация по миграция, Международната агенция за атомна енергия, Организацията на страните износителки на газ.
На 16 декември 1995 г. Туркменистан обявява своя постоянен неутралитет. Той е приет с Резолюция на Общото събрание на ООН № 50/80, в която се изразява надежда, че „статутът на постоянен неутралитет на Туркменистан ще допринесе за мира и сигурността в региона.“ В тази резолюция Организацията на обединените нации „признава и подкрепя провъзгласения статут на постоянен неутралитет на Туркменистан.“ Такъв уникален документ се приема за пръв път в дейността на ООН. Подкрепата за постоянния неутралитет от страна на ООН е рядко явление в повече от половинвековната история на тази международна организация. Общото събрание на ООН призовава да се уважава и подкрепя неутралитетът на Туркменистан. За приемането на резолюцията, на сесията на Общото събрание гласуват 185 страни членки на международната общност.

## Двустранни българо-туркменистански отношения

### Дипломатически отношения и възможности за посещения
Дипломатическите отношения между България и Туркменистан са установени в края на месец декември 2014 г., на равнище посланици, но без постоянно действащи в София и Ашхабад посолства. За Туркменистан отговаря българското посолство в Азербайджан, Баку, докато от туркменска страна за България отговаря посолството на Туркменистан в Руската федерация, Москва.
Между двете страни е в сила визов режим, като визите за туркменски граждани се получават в българските консулски служби в Москва, Истанбул и Одрин. Съответно за български граждани визите се получават в консулството на Туркменистан в Москва, Истанбул или на летището в Ашхабад. Няма пряка авиовръзка между двете страни, авиовръзките между София и Ашхабад се осъществяват посредством прекачвания в Москва или Истанбул. Туристическите връзки между двете страни макар и бавно, бележат динамика по отношение на договорно-правната база – действа двустранното Споразумение за сътрудничеството в областта на туризма между България Туркменистан, което е в сила от 27 август 2009 г.

### Търговско-икономически отношения между България и Туркменистан
Двустранното икономическото сътрудничество на Република България с Туркменистан се развива и осъществява в рамките на приетата стратегия на ЕС за Централна Азия, чиято основна цел е да се подобри достъпа до съществуващите инфраструктури и да се развият нови пътища за доставка на енергопродукти към Европа. Това сътрудничество бележи успехи, но е спъвано от трудните комуникационни връзки между двете страни, липсата на изградена нормативно-правна база и голямата конкуренция от съседни на Туркменистан страни. Основното направление, в което е предвидено да се развива е към използването на перспективните възможности за осигуряване на алтернативни източници на енерго-ресурси при осъществяване на трансконтиненталните инфраструктурни проекти. 
Стокообмен (в млн. щ.д.)
Над 93% от вноса от Туркменистан се формира от нефтени масла.
| Години                      | Стокообмен | Износ | Внос  | Салдо |
| 2010                        | 30.74      | 2.56  | 28.18 |       |
| 2011                        | 13.65      | 4.41  | 9.24  |       |
| 2012                        | 19.88      | 1.52  | 18.36 |       |
| 2013                        | 46.23      | 3.54  | 42.69 |       |
| 2014                        | 62.22      | 21.94 | 40.28 |       |
| Предварителни данни за 2015 | 76.13      | 6.999 | 69.13 |       |

### Междуправителствена комисия за икономическо сътрудничество
През март 2011 г. в София се провежда първото заседание на Междуправителствена българо-туркменска комисия за икономическо сътрудничество. На заседанието са набелязани редица мероприятия за активизиране на българо-туркменските икономически отношения а именно: в областта на развитие на търговско-икономическото сътрудничество, в сферата на горивно-енергийния комплекс.
През юли 2014 г. в Ашхабад се провжда второто заседание на Междуправителствена българо-туркменска комисия за икономическо сътрудничество. Комисията предлага засилване на сътрудничеството по следните направления:
- Създаване на смесена българо-туркменистанска Палата;
- Обмен на информация за областите на диверсификация на енергийните доставки, стимулиране на енергийната ефективност и използването на възобновяеми енергийни източници;
- Реализиране на важни инфраструктурни енергийни проекти;
- Активизиране сътрудничеството в областта на производството и защитата на растенията, отглеждането на сортове лозя и овощни насаждения, подходящи за условията в двете държави;
- Въпроси, отнасящи се към фитосанитарното дело;
- Активизиране сътрудничеството в областта на ветеринарното дело и в частност обучения на специалисти в областите на особено опасните паразито-зоонози, контрол на хранителни продукти от животински произход;
- Активизиране на сътрудничеството с цел развитие на договорно-правната база между двете страни.

### Българо-туркменистанска индустриално-търговска палата
БТИТП е учредена в изпълнение на Решенията на второто заседание на Междуправителствена българо-туркменска комисия за икономическо сътрудничество и в отговор на нарастващия интерес от представители на бизнеса на двете страни, осъзнали множеството възможности за партньорство. Палатата е основава и с цел български и туркменски фирми, предприятия и организации да намират пресечната точка на своите интереси. В дейността си тя се ръководи от законодателството на страната, от устава си и от добрата търговска практика.
БТИТП е юридическо лице със седалище в гр. София, България и адрес на управление ул. „Тракия“ № 15, ет. 3, София 1527, България. По състав БТИТП е смесена палата. В нея могат да членуват български и туркменски юридически и физически лица, както и многонационални/чужди компании с пазарни интереси в двете страни. Не могат да бъдат членове на Палатата държавни органи, политически партии, синдикати и религиозни организации.

## Въоръжени сили
Числеността на туркменската армия е ограничена поради неутралния статус на страната. Тя е малочислена - общо 26 000 души и заема 91-во място в списъка на страните по брой на действащи военнослужещи.

### Пехота
Основни видове танкове – Т-90 и Т-72.
Бойни машини – БМП-1 / БМП-2 / БМП-3, БРМ-1K, БРДМ / БРДМ-2.
Бронирани превозни средства – БРДМ / БРДМ-2.
Противотанкови оръдия МТ-12.
Противотанкови управляеми ракети „Малютка“ (ПТРК), „Конкурс“ (ПТРК), „Щурм“ (ПТРК), „Метис“ (ПТРК).
Ракетни системи за залпов огън: БМ-21, „Град“ BM-21, „Град“ -1, БМ-27 „Ураган“, „Смерч“ BM-30.
Артилерийски системи: 2С9 „Нона-С“, 2C1 „Карамфил“, 2С3 „Акация“, 122 мм гаубици Д-30, 152-мм оръдейни гаубици Д-1, 152-мм оръдейни гаубици Д-20, ПМ-38.

### Военновъздушни сили
След разделянето на Туркестанския военен окръг на Съветския съюз между независимите държави от Централна Азия, на Туркменистан се падна най-голямата авиационната група в Централна Азия, разположена в 2 големи авиобази – Мари и Ашхабад. Численият състав на Военновъздушните сили на Туркменистан в края на 2000 г. е 3000 души. Военновъздушните сили на Туркменистан разполагат с 250 хеликоптера и различни модификации самолети.

### Военноморски сили
Военноморските сили на Туркменистан са на подчинение на командването на граничните войски. Основната им база се намира в пристанището на Туркменбаши (по-рано Красноводск). В град Нелиф на река Амударя има малка база на речната флотилия.

## Икономика

### Общи показатели
Брутният вътрешен продукт на Туркменистан е в размер на 16,24 милиарда щатски долара през 2009 г., като индустрията е 34%, селското стопанство - 10%, а сектора на услугите – 56%. След 6,1% през 2009 г. ръстът на БВП достига до 9,2% през 2010 г. в резултат на увеличен износ на газ, особено за Китай и устойчиви публични инвестиции и достига до 14.7 на сто през 2011 г., 11.1 на сто през 2012 година, 10,3%-през 2014 г. Сумарно през 2013 г. брутният вътрешен продукт на Туркменистан е 41,85 милиарда щатски долара, а през 2014 г. – 47,93 млрд. щатски долара.
Външна търговия – основен дял в износа заемат газът, петролът и петролните продукти, значим е и този на памук и продукти от памук, килими и черги. Износът през 2008 г. съставлява 11,9 милиарда щатски долара. През 2014 г. външната търговският оборот достига близо 33 милиарда щатски долара, като износът е 54% от общия външнотърговски оборот. Основните потребители през 2008 г. са: Украйна 51,6%, Полша 10%, Унгария 8%. Значително увеличаване на дела на външната търговия има в последните години с Китай. Обемът на износа за Армения, Азербайджан, Иран, Узбекистан, Турция, Афганистан и Индия постоянно нараства. Основните партньори в износа за 2014 г. са Китай, Русия, Иран, Италия, Азербайджан и Афганистан.
Външнотърговски внос: индустриални продукти, храни, химикали, фармацевтични продукти. Вносът през 2008 г. е в размер на 5,7 милиарда щатски долара, като основни доставчици са Русия 16,8%, Китай 16,7%, Турция 13,8%, Украйна 7,8%, Германия 5,5%. През 2014 г. Туркменистан внася стоки от 85 страни, основните от тях са Турция, ОАЕ, Китай и Русия. Значително увеличение има на вноса от страни от ЕС: Великобритания, Франция, Австрия, Дания, Естония, Португалия, Словения. В стоковата структура на вноса най-голям дял заемат продуктите за индустриални цели.

### Валута
Официалната парична единица на Туркменистан се нарича манат, равен е на 100 тенге. Дизайнът на всички съвременни туркменистански банкноти е разработен от английската фирма „Thomas de la Rue“. Кодът на валутата по ISO е 4217 TMT. Манатът е в обращение от 1 ноември 1993 година. Деноминация на туркменския манат е извършена през 2009 и 2015 г. Обменен курс на Централната банка на Туркменистан от 1 януари 2015 г.: 1 щатски долар = 3,5 маната.

### Отрасли
Туркменистан заема 4-то място в света по запаси на природен газ. Има второто по големина находище на газ в света. От 1993 г. в Туркменистан снабдяването с ток, вода и газ за населението е безплатно, което е без аналог в света. В Туркменистан съществува голяма мрежа от газопроводи. Действащи са газопроводите „Каспийски газопровод“ и „Централна Азия-Център“. През 2009 г. в експлоатация влиза газопроводът „Туркменистан-Китай“, а през 2010 г. „Туркменистан-Иран“. Туркменистан се включва активно в изграждането на газопровода „Туркменистан-Афганистан-Пакистан-Индия“ (TAPI).
В недрата на Туркменистан има много ценни минерали: нефт и природен газ, сяра, олово, йод, бром. Страната също така разполага с разнообразие от суровини за преработващата промишленост: варовик, мергел, доломит, гранит, гипс, рефрактерна глина, кварцов пясък, чакъл, пясък. С природните ресурси на Каспийско море са тясно свързани такива сектори на икономиката, като нефтената и газовата индустрия, както и рибната промишленост.
Изграждане на нови и модернизирането на съществуващи пътища играе важна роля в развитието на страната. Във връзка с увеличаването на потока на трафика се коригират вече построени пътища и се планира изграждането на нови магистрали. За развитие на автомобилния транспорт и укрепване на материално-техническата база туркменистанският президент, Гурбангули Бердимухамедов, подписва постановление, според което държавният концерн „Туркменавтоелари“ придобива автопревоза на „МАЗ“ по силата на договор с фирма „Търговски дом – Ярав“ – официален представител на завода МАЗ. Подписан е и договор с руската компания за изграждането на магистралата до град Туркменбаши. Строителство на пътища и развитието на автомобилния транспорт винаги е било приоритет на държавата. През 2015 г. Туркменистан има най-ниската цена за бензин в страните от ОНД, литър бензин струва 1 манат. 
Друг основен вид транспорт в страната са железниците. Железопътен транспорт се използва в Туркменистан (тогава - в Руската империя) от 1880 г. Първоначално той е бил част от Транскаспийската железница, а след разпадането на железопътната мрежа на Съветския съюз – част от Железницата на Централна Азия. Железопътната мрежа на Туркменистан е държавна собственост и се управлява от Министерството на железопътния транспорт на Туркменистан. Общата й дължина през 2012 година е 3550 км. По това време не е имало в страната електрифицирани железопътни линии. Превозът на пътници от железопътния транспорт на Туркменистан е ограничен в националните граници на страната, с изключение на областите, през които транзитно преминават влакове от Таджикистан за Узбекистан. През 2006 г. е построена Транс-Каракумската железница. През 2014 г. е открита железопътната линия Казахстан-Туркменистан-Иран, която свързва трите държави. В процес на изграждане е железопътната линия на Туркменистан с Афганистан и с Таджикистан. Локомотивите са дизелови, серия 2ТЕ10Л, 2ТЕ10У, 2М62У, има и няколко китайско производство и казахско производство TE33A. Маневрените работи се изпълняват от локомотиви ТЕМ2, ТЕМ2У, ЧМЕ3. Особено интензивно се развива медицинският туризъм. Това се дължи преди всичко на създаването на туристическата зона „Аваза“ на брега на Каспийско море. Всеки турист трябва да получи виза преди да влезе в Туркменистан. За получаване на туристическа виза гражданите на повечето страни се нуждаят от визова подкрепа от местната туристическа агенция. За туристите, които посещават Туркменистан, са организирани екскурзии с посещение на историческите забележителности в Дашогуз, Кенеургенч, Ашхабад, Ниса, Мерв, плажни почивки в „Аваза“ и медицински екскурзии и почивки в Молакаре, Йили суве и Арчман.
Най-големите градове на Туркменистан и столицата Ашхабад са свързани с въздушен трафик. Най-голямото летище се намира в Ашхабад, където има редовни международни полети. В страната има 3 международни летища. Освен от Ашхабад, международни полети има и от Туркменбаши. Държавна организация за управление и регулиране на гражданското въздухоплаване на Туркменистан е Националната служба „Туркменховаелари“. Авиокомпаниите, опериращи на туркменския въздушен пазар са „Туркменистан Еърлайнс“ – национален превозвач на Туркменистан и Пътнически парк „Туркменховаелари“, състоящ се от 21 самолета на американската компания „Боинг“ („Боинг-717“, „737“, „757“, „Боинг-737-700“, „Боинг-737-800“, за дълги разстояния "Боинг-777-200LR). В арсенала си туркменските авиолинии имат също 3 транспортни самолета „Ил-76“, както и хеликоптери „Сикорски“, „Супер Пума“ и руски Mi-171. Държавната авиокомпания ежедневно превозва в страната повече от 2000 пътника, а чрез международните полети – повече от половин милион души годишно. Редовни полети на туркменските авиолинии има до Москва, Лондон, Франкфурт, Бирмингам, Банкок, Делхи, Абу Даби, Амритсар, Киев, Пекин, Истанбул, Минск, Алмати, Ташкент, Санкт Петербург, Лвов, Донецк, Париж.
На 27 април 2015 година в 07.30 часа, източно стандартно време, от Кейп Канаверал е изстреляна ракета (Falcon на частната американска компания SpaceX) с първия национален изкуствен спътник на Туркменистан - TurkmenAlem52E / MonacoSat, произведен от френската компания Thales Alenia Space.

## Култура
Туркменистанците са сред най-привързаните към традиционните национални одежди (носии) централноазиатските народи и мнозина ги ползват и в ежедневието си, възползвайки се от тяхната комфортност и пригодността им към горещия и сух местен климат. Обичайни за мъжете са рунтави шапки, дълги ватирани халати и подобни на шалвари широки панталони, а за жените - дълги копринени рокли и раирани панталони, както и леки шалове и кърпи, под които скриват косите си. Традиционната орнаментика по облеклото изпълнява и ролята на амулети. Голям брой от обичаите и традициите придружават жителите на страната през целия им живот и са част от семейния бит. Например сватбеното тържество е едно от най-важните събития в живота на туркменските хора - за цялото семейство и за цялата общност, а не само на булката и младоженеца. То може да трае няколко дни и обикновено се канят стотици гости.
Особено важен традиционен занаят в Туркменистан е килимарството - един от символите на туркменския народ. За туркмена-номад, килимът винаги е бил единствената мебел. Килимите са лесно преносими и топли, поради което служат за покриване на външните контури на юртите „Кара-ой“, както и за украса на пода и леглото. Туркменският килим, отличаващ се с красота и дълготрайност, е един от най-известните ръчно изработвани килими в света. В края на XX век килимарството в Туркменистан се превръща в един от най-важните сектори на икономиката. Най-големият килим в света е туркменски ръчно изработен килим с обща площ от 301 кв.м., който е изтъкан през 2001 г. и през 2003 г. е вписан в "Книгата на Гинес". Номадското минало е оставило доста силен отпечатък и върху туркменската кухня. Отличителна черта на туркменски кухня винаги е била извънредната обилност на блюдата и относителната простота на тяхната подготовка. В основата й е месото: овнешко, козе, камилско, месо от дива патица и пилешко, в по-малки количества - говеждо, и никога - конско. Също така са популярни: оризът, топеното масло от камила, млякото и млечните продукти, зърнените храни, пъпешите, сусамовото масло, продуктите от брашно. Консумират се много зеленчуци, билки и подправки, които са включени в националната кухня, от началото на XX век, но бързо заемат основно място в нея. В Туркменистан всички ястия имат свое собствено име на туркменски език. Например, пилафът се нарича „палов“, а пелмените – „берек“.

## Спорт
Спортът в Туркменистан има древни корени. Разни видове борба традиционно се считат за негов национален спорт, но най-популярните спортове са футбол и борбата кураш (на туркменски - гьореш). Футболът е една от ключовите области за спортна дейност в страната. В продължение на много десетилетия той се смята за един от най-любимите спортове. Туркменистан е дал на футболния свят не малко големи футболисти от различни националности, такива като, Курбан Бердиев, Владимир Байрамов, Вахит Оразсахедов, Руслан Мингазов, Виталий Кафанов, Дмитрий Хомуха, Артур Геворкян, Вячеслав Кренделев, Ролан Гусев. Футболната федерация на Туркменистан е управителното тяло на футбола в страната. Базирана в Ашхабад, федерацията има също така и регионални офиси. Тя организира националния шампионат, Купата на страната, Супер-купата, както и програмата на националния отбор. Занимава се и с развитието и популяризирането на футбола като цяло. През 1994 г. Туркменската футболна федерация е приета в АФК и ФИФА.
На 19 декември 2010 г. в Кувейт Ашхабад е избран за столица на V Азиатски игри на закрито и по бойни изкуства (през 2017) и е първата столица на страна от Централна Азия, получила правото да бъде домакин на Азиатските игри на закрито. Дисциплините са: шахмат, футзал, тенис, тайландски бокс, самбо, кураш, джиу-джицу, боулинг, колодрум, плуване, лека атлетика, вдигане на тежести, баскетбол, таекуондо, спортни танци, кикбокс, борба и билярд.

## В астрономията
В чест на Туркменистан е наречен астероид 2584,  открит на 23 март 1979 г. от руския астроном Николай Черних в Кримската обсерватория.